# Rowley (condado de Essex, Massachusetts)
Rowley é um lugar designado pelo censo localizado no condado de Essex no estado estadounidense de Massachusetts. No Censo de 2010 tinha uma população de 1.416 habitantes e uma densidade populacional de 313,85 pessoas por km².

## Geografia
Rowley encontra-se localizado nas coordenadas 42° 43′ 04″ N, 70° 52′ 03″ O. Segundo a Departamento do Censo dos Estados Unidos, Rowley tem uma superfície total de 4.51 km², da qual 4.44 km² correspondem a terra firme e (1.55%) 0.07 km² é água.

## Demografia
Segundo o censo de 2010, tinha 1.416 pessoas residindo em Rowley. A densidade populacional era de 313,85 hab./km². Dos 1.416 habitantes, Rowley estava composto pelo 97.81% brancos, o 0.35% eram afroamericanos, o 0% eram amerindios, o 0.64% eram asiáticos, o 0.21% eram insulares do Pacífico, o 0.14% eram de outras raças e o 0.85% pertenciam a duas ou mais raças. Do total da população o 1.27% eram hispanos ou latinos de qualquer raça.